# Helenopolis
Helenopolis (altgriechisch Ἑληνόπολις) war eine antike Stadt in der kleinasiatischen Landschaft Bithynien (heute Hersek in der Türkei). Sie lag an der Südseite des Meerbusens von Astakos und hieß zunächst Drepanon (Δρέπανον) bzw. latinisiert Drepanum. 
Zu Ehren seiner Mutter Helena, die vermutlich dort geboren wurde, benannte Konstantin der Große im Jahr 318 die Stadt um und setzte damit in Analogie zu Konstantinopel das Zeichen, dass er Helena als seine Mitregentin betrachtete. Konstantin hielt sich oft in Helenopolis auf – vermutlich auch wegen der warmen Bäder – und ließ sich hier auch kurz vor seinem Lebensende taufen.
Eine rege Bautätigkeit scheint auch unter Justinian eingesetzt zu haben, der weitere Bäder, Aquädukte und sonstige Bauwerke errichten ließ. Helenopolis wurde bald nach seiner Namensgebung zu einem Bischofssitz, dessen bedeutendster Träger wohl Palladius war. Der letzte Bischof ist aus dem 9. Jahrhundert bekannt, danach dürfte Helenopolis immer unbedeutender geworden sein.
Helenopolis in Bithynia ist heute ein Titularbistum der römisch-katholischen Kirche. Es gehörte der Kirchenprovinz Nicomedia an. Das Titularbistum ist seit 1967 nicht mehr besetzt.
Ruinen der Stadt wurden nahe dem heute türkischen Dorf Hersek gefunden.